# Henning Molfenter

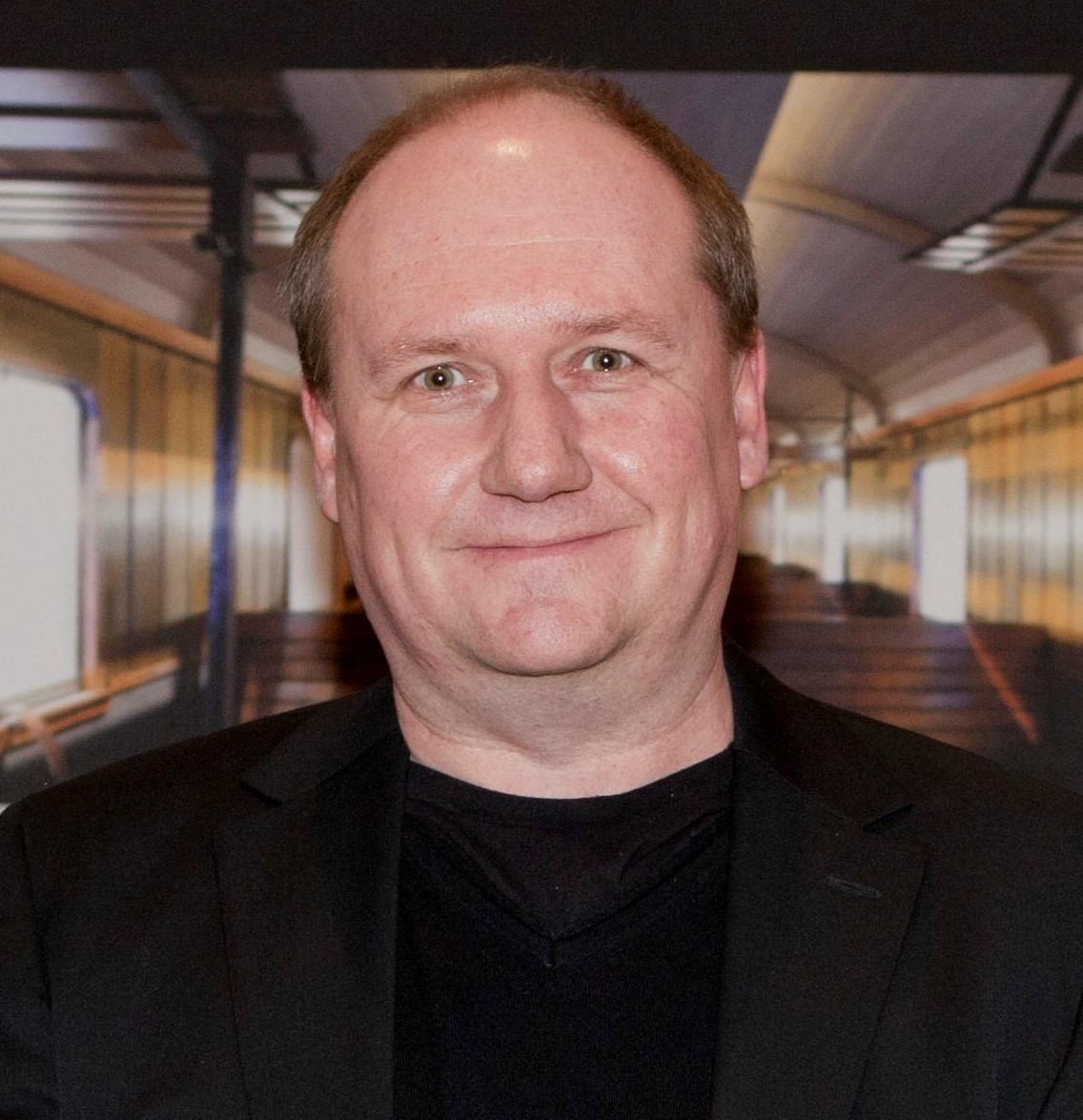
Henning Molfenter (2015)

Henning Molfenter (* 1967) ist ein deutscher Filmproduzent und Geschäftsführer der Studio Babelsberg Motion Pictures GmbH und der Babelsberg Film GmbH. Er ist überwiegend als Film Financer im Auftrag US-amerikanischer Filmproduzenten tätig.

## Leben
Henning Molfenter startete seine Arbeit im Filmstudio Babelsberg 2001 als Ausführender Produzent von Roman Polańskis preisgekröntem Film Der Pianist.
Vor seiner Berufung nach Babelsberg arbeitete Henning Molfenter zehn Jahre in den USA, etwa an den erfolgreichen Hollywood-Produktionen Der Mondmann und Larry Flynt – Die nackte Wahrheit von Milos Forman.
Henning Molfenter ist Absolvent (Master of Fine Arts) der Columbia University, New York.

## Filmografie (Auswahl)
- 1996: Larry Flynt – Die nackte Wahrheit (The People vs. Larry Flynt)
- 1999: Der Mondmann (Man on the Moon)
- 2002: Der Pianist (The Pianist)
- 2004: In 80 Tagen um die Welt (Around the World in 80 Days)
- 2004: Die Bourne Verschwörung (The Bourne Supremacy)
- 2004: Beyond the Sea – Musik war sein Leben (Beyond the Sea)
- 2005: Der ewige Gärtner (The Constant Gardener)
- 2005: Sahara – Abenteuer in der Wüste (Sahara)
- 2005: V wie Vendetta (V for Vendetta)
- 2006: James Bond 007: Casino Royale (Casino Royale)
- 2007: Das wilde Leben
- 2007: Die Fälscher
- 2007: Speed Racer
- 2007: Operation Walküre – Das Stauffenberg-Attentat (Valkyrie)
- 2007: The International
- 2008: Der Vorleser (The Reader)
- 2008: Mord ist mein Geschäft, Liebling
- 2008: Inglourious Basterds
- 2008: Ninja Assassin
- 2009: Der Ghostwriter (The Ghost Writer)
- 2009: Orphan – Das Waisenkind (Orphan)
- 2009: Hexe Lilli – Der Drache und das magische Buch
- 2010: Boxhagener Platz
- 2010: Jerry Cotton
- 2010: The Losers
- 2011: Unknown Identity
- 2011: Hexe Lilli – Die Reise nach Mandolan
- 2011: Wer ist Hanna? (Hanna)
- 2011: Huhn mit Pflaumen (Poulet aux Prunes)
- 2011: Anonymus (Anonymous)
- 2012: Anleitung zum Unglücklichsein
- 2013: Hänsel und Gretel: Hexenjäger (Hansel & Gretel: Witch Hunters)
- 2013: 5 Jahre Leben
- 2013: Die Bücherdiebin (The Book Thief)
- 2014: The Voices
- 2014: Monuments Men – Ungewöhnliche Helden (The Monuments Men)
- 2014: Grand Budapest Hotel (The Grand Budapest Hotel)
- 2014: Die Schöne und das Biest (La Belle et la Bête)
- 2015: Men & Chicken (Mænd & Høns)
- 2015: Was heißt hier Ende? Der Filmkritiker Michael Althen (Dokumentation)
- 2015: Bridge of Spies – Der Unterhändler (Bridge of Spies)
- 2015: Die Tribute von Panem – Mockingjay Teil 2 (The Hunger Games: Mockingjay – Part 2)
- 2015: Point Break
- 2015: Homeland (Fernsehserie, 12 Folgen)
- 2016: Eddie the Eagle – Alles ist möglich (Eddie the Eagle)
- 2016: The First Avenger: Civil War (Captain America: Civil War)
- 2016: Das kalte Herz
- 2016: A Cure for Wellness
- 2017: Renegades – Mission of Honor (Renegades)
- 2016–2017: Berlin Station (Fernsehserie, 19 Folgen)
- 2018: Isle of Dogs – Ataris Reise (Isle of Dogs)
- 2018: Mute
- 2018: Vielmachglas
- 2018: Bad Spies (The Spy Who Dumped Me)
- 2018: Verschwörung (The Girl in the Spider’s Web)
- 2018: 25 km/h
- 2018: Steig. Nicht. Aus!
- 2023: Baghead